# Internet Engineering Task Force
L’Internet Engineering Task Force (IETF) est un organisme de normalisation. Il élabore et promeut des standards Internet, en particulier les standards qui composent la suite de protocoles Internet (TCP/IP). L'IETF produit la plupart des nouveaux standards d'Internet. Le but du groupe est généralement la rédaction d'une ou plusieurs Request for comments (RFC), nom donné aux documents de spécification à la base d’Internet.
Il s'agit d'un organisme de standardisation ouvert, qui n'a pas d'adhésion officielle ou de conditions d'adhésion. Tous les participants et les gestionnaires sont des bénévoles, bien que leur travail soit habituellement financé par leurs employeurs ou leurs commanditaires.
L'IETF a commencé comme une activité soutenue par le gouvernement fédéral américain, mais depuis 1993, il fonctionne comme une fonction d'élaboration de normes sous les auspices de l'Internet Society, une organisation internationale à but non lucratif fondée sur l'adhésion.

## Structure
L’IETF est un groupe informel, sans statut, sans membre, sans adhésion. Le travail technique est accompli dans une centaine de groupes de travail. En fait, un groupe est généralement constitué d'une liste de courrier électronique. L'IETF tient trois réunions par année.
Les groupes de travail sont répartis dans une dizaine de domaines d'intérêt, chaque domaine ayant un ou deux directeurs. Ces directeurs de domaine nomment le ou les directeurs de chaque nouveau groupe de travail. Les directeurs de domaine font partie de l'Internet Engineering Steering Group (IESG). L’Internet Architecture Board (IAB) se charge de l'orientation à long terme d'Internet, et donc des activités données à l’IETF. L’IESG et l’IAB sont chapeautés par l'Internet Society (ISoc).
L'IETF est organisé en un grand nombre de groupes de travail et de groupes de discussion informels (BoFs, ou Birds of a Feather), chacun traitant d'un sujet spécifique et fonctionnant selon un mode de création de tâches ascendant, largement dirigé par ces groupes de travail. Chaque groupe de travail a un président nommé (ou parfois plusieurs coprésidents), ainsi qu'une charte qui décrit son objectif, ce qu'il est censé produire et à quel moment. Il est ouvert à tous ceux qui veulent y participer, et tient des discussions sur une liste de diffusion ouverte ou lors des réunions de l'IETF, où le droit d'entrée en juillet 2014 était de 650 $US par personne. Au milieu de l'année 2018, les frais sont les suivants : paiement anticipé de 700 $, paiement tardif de 875 $, étudiant de 150 $ et un laissez-passer d'une journée pour 375 $.
Un consensus approximatif est le principal fondement de la prise de décision. Il n'y a pas de procédure formelle de vote. Comme la majorité du travail de l'IETF se fait par le biais de listes de diffusion, la participation aux réunions n'est pas requise pour les contributeurs. Chaque groupe de travail a l'intention d'achever les travaux sur son sujet et de se dissoudre. Dans certains cas, le GT verra plutôt sa charte mise à jour pour assumer de nouvelles tâches, le cas échéant.
Les groupes de travail sont organisés par thèmes. Les domaines actuels sont les suivants : Applications, Général, Internet, Opérations et gestion, Applications et infrastructure en temps réel, Routage, Sécurité et Transport. Chaque domaine est supervisé par un directeur de domaine (AD), la plupart des domaines ayant deux co-AD. Les AD sont chargés de nommer les présidents des groupes de travail. Les directeurs de zone, avec le président de l'IETF, forment le groupe de pilotage de l'ingénierie Internet (IESG), qui est responsable du fonctionnement global de l'IETF.
L'IETF est supervisé par l'Internet Architecture Board (IAB), qui supervise ses relations externes et ses relations avec l'éditeur du RFC. L'IAB est également conjointement responsable du Comité de supervision administrative de l'IETF (IAOC), qui supervise l'activité de soutien administratif de l'IETF (IASA), qui fournit un soutien logistique, etc. à l'IETF. L'IAB gère également l'Internet Research Task Force (IRTF), avec laquelle l'IETF entretient un certain nombre de relations intergroupes.
Un comité de nomination (NomCom) composé de dix bénévoles choisis au hasard qui participent régulièrement aux réunions est investi du pouvoir de nommer, de renouveler le mandat et de destituer les membres du GSEE, du CCI, de l'IASA et du COI. Jusqu'à présent, personne n'a été destitué par un NomCom, bien que plusieurs personnes aient démissionné de leur poste, ce qui nécessite des remplacements.
En 1993, l'IETF est passée d'une activité soutenue par le gouvernement américain à une activité internationale indépendante associée à l'Internet Society, une organisation internationale à but non lucratif fondée sur l'adhésion. L'IETF n'ayant pas de membres et n'étant pas une organisation en soi, l'Internet Society fournit le cadre financier et juridique des activités de l'IETF et de ses organismes apparentés (IAB, IRTF, ....). Les activités de l'IETF sont financées par les frais de réunion, les sponsors des réunions et par l'Internet Society par l'intermédiaire de ses membres et le produit du Registre d'intérêt public.
En décembre 2005, l'IETF Trust a été créé pour gérer le matériel protégé par le droit d'auteur produit par l'IETF.

## Fonctionnement
Les détails du fonctionnement de l'IETF ont considérablement changé à mesure que l'organisation s'est développée, mais le mécanisme de base demeure la publication des spécifications proposées, le développement basé sur les propositions, l'examen et les essais indépendants par les participants, et la republication sous forme de proposition révisée, d'ébauche de proposition ou, éventuellement, sous forme de norme Internet. Les normes de l'IETF sont élaborées dans le cadre d'un processus ouvert et inclusif auquel toute personne intéressée peut participer. Tous les documents de l'IETF sont librement disponibles sur Internet et peuvent être reproduits à volonté. Des implémentations multiples, fonctionnelles, utiles et interopérables sont la principale exigence avant qu'une spécification proposée par l'IETF puisse devenir une norme. La plupart des spécifications sont axées sur des protocoles uniques plutôt que sur des systèmes étroitement imbriqués. Cela a permis d'utiliser les protocoles dans de nombreux systèmes différents, et ses normes sont régulièrement réutilisées par des organismes qui créent des architectures à part entière (p. ex. 3GPP IMS).
Parce qu'il s'appuie sur des volontaires et place le consensus approximatif comme pierre angulaire, les résultats peuvent être lents lorsque le nombre de volontaires est soit trop petit pour progresser, soit trop grand pour rendre le consensus difficile, soit lorsque les volontaires n'ont pas l'expertise nécessaire. Pour des protocoles comme SMTP, qui sert à transporter le courrier électronique pour une communauté d'utilisateurs de plusieurs centaines de millions d'utilisateurs, il existe également une résistance considérable à tout changement qui n'est pas entièrement rétrocompatible, sauf pour IPv6. Le travail au sein de l'IETF sur les moyens d'améliorer la rapidité du processus d'élaboration des normes est en cours, mais comme le nombre de volontaires ayant des opinions à ce sujet est très élevé, le consensus sur les améliorations a été lent à se développer.
L'IETF coopère avec le W3C, l'ISO/CEI, l'UIT et d'autres organismes de normalisation.
Bien que l'IETF n'autorise la participation que par des individus, et non par des entreprises ou des gouvernements, l'information sur les commandites est disponible à partir de ces statistiques.

## Présidences
Le président de l'IETF est choisi par le Comité de nomination (NomCom) pour un mandat de deux ans renouvelable. Avant 1993, le président de l'IETF était choisi par le CCI.
Voici une liste des présidents passés et actuels de l'IETF :
- Mike Corrigan (1986)
- Phill Gross (1986-1994)
- Paul Mockapetris (1994-1996)
- Fred Baker (1996-2001)
- Harald Tveit Alvestrand (2001-2005)
- Brian Carpenter (2005-2007)
- Russ Housley (2007-2013)
- Jari Arkko (2013-2017)
- Alissa Cooper (2017- )